# オマー・ロドリゲス・ロペス
オマー・ロドリゲス・ロペス（Omar Alfredo Rodríguez-López、1975年9月1日 - ） は、プエルトリコ・バヤモン出身のマルチインストゥルメンタリスト、作曲家、プロデューサー、作家、映画監督。ロックバンドマーズ・ヴォルタの作曲家・ギタリスト・プロデューサーであり、ダブバンドデファクトのベーシスト、ポスト・ハードコアバンドアット・ザ・ドライヴインのギタリストでもある。また多作なソロアーティストとしても知られ、しばしばエクスペリメンタル、アバンギャルド、プログレッシヴなどと形容されている。マーズ・ヴォルタのパーカッショニスト、マルセル・ロドリゲス・ロペスは実弟。左利きでレフティギターを使用している。かつてはステージ上で暴れ回り、時には演奏も放棄して踊り狂うなど激しいパフォーマンスが特徴であったが、現在はそのようなパフォーマンスは封印し、立ち位置からあまり動く事はなくなっている。

## ディスコグラフィ
ソロアルバム
- A Manual Dexterity: Soundtrack Volume One (2004)
- Omar Rodriguez (2005)
- Se Dice Bisonte, No Bùfalo (2007)
- The Apocalypse Inside of an Orange (2007)
- Calibration (Is Pushing Luck and Key Too Far) (2007)
- Absence Makes the Heart Grow Fungus (2008)
- Minor Cuts and Scrapes in the Bushes Ahead (2008)
- Old Money (2008)
- Megaritual (2009)
- Despair (2009)
- Cryptomnesia (2009)
- Los Sueños de un Higado (2009)
- Xenophanes (2009)
- Solar Gambling (2009)
- Ciencia de los Inútiles (2010)
- Sepulcros de Miel (2010)
- Tychozorente (2010)
- Cizaña de los Amores (2010)
- Un Escorpión Perfumado (2010)
- Mantra Hiroshima (2010)
- どういたしまして (2010)
- Un Escorpión Perfumado (2010)
- Telesterion (2010)